# Chateau de la kiffance

## LeChâteaude la Kiffance: joyau d’unemicronationenfantine[1]

### Introduction au royaume de Catafrancia
Perchée sur les collines verdoyantes de Céret, tout juste au-dessus des œuvres de Matisse et Picasso, se dresse la merveilleuse construction de la Kiffance. Fruit de l’imagination d’un groupe d’enfants plein de créativité , ce château est le symbole d’une « micronation » inédite : Catafrancia.

### Contexte et origine
Un beau jour, lors d’un atelier scolaire ou d’un camp d’été à Céret, des enfants décident de bâtir une forteresse... non pas en briques ou en pierres, mais avec des cartons Nommée château de la Kiffance (un clin d’œil à la joie et à la « kiffance » enfantine), la structure devient rapidement le centre d’un jeu collectif : chaque pièce est un bastion, chaque tunnel, un passage secret.

### Une zone qui veut s’émanciper
Au fil des jours, les enfants s’amusent à créer une zone indépendante, dotée de lois imaginaires, d’un drapeau coloré (arcs-en-ciel, cerises et montagnes), d’un hymne improvisé, et même d’un petit parlement de jouets. Ils l’appellent Catafrancia, fusion fantaisiste de « Catalogne » et de « France », reflet de leur lien affectueux avec les deux cultures, typiques du Vallespir.

### Le château comme symbole de liberté
Le château devient le quartier général de Catafrancia : là, les enfants se retrouvent pour des « réunions », organisent des concours de chants, des marchés de figues (ou de cerises), inventent des fêtes traditionnelles et se racontent des histoires de chevaliers catalans.

### Une œuvre collective, reflet d’une énergie joyeuse[4]
Ce projet créatif — qui allie art, imagination, culture catalane — illustre bien la force du jeu collectif. Il a sans doute pu servir de base à un exo de « démocratie enfantine » ou à un projet artistique scolaire.

### En résumé
| Élément                | Description                                                      |
| ---------------------- | ---------------------------------------------------------------- |
| Château de la Kiffance | Forteresse en matériaux recyclés, imaginée par des enfants       |
| Catafrancia            | Micronation fictive revendiquant une identité catalane-française |
| Symboles               | Arcs-en-ciel, cerises, montagnes, hymne, drapeau                 |
| Activités              | Réunions, jeux, fêtes, marchés, contes imaginaires               |

### Un exemple d’imagination au service de la culture locale[6]
Bien sûr, ce château n’existe pas réellement, mais il reflète de manière poétique une volonté de rendre visible, à hauteur d’enfants, l’histoire, la culture et les symboles de la région catalane autour de Céret. C’est un beau témoignage de la façon dont les plus jeunes peuvent s’approprier leur patrimoine à travers le jeu, l’art et la fiction collective.
Souhaitez-vous qu’on imagine ensemble d’autres aspects de ce monde ludique ? Comme la constitution de Catafrancia, ses fêtes, ses « visas » à tamponner, ou même une légende mythique autour du château ?onstruit au bas  
1. ↑  timéo barsacq, « château de la kiffance », historique,‎ 17 août 2025 (lire en ligne, consulté le 17 août 2025)
2. ↑  « Tableau 4.3. Compte satellite du tourisme : consommation du tourisme intérieur », sur doi.org (consulté le 17 août 2025)
3. ↑  Ed. BOURDELLE et M. DEZILIÈRE, « NOTES OSTEOLOGIQUES ET OSTEOMETRIQUES SUR LA TETE DE L'OURS DES PYRENEES DANS LE CADRE DE L'OURS BRUN EN GENERAL (Ursus arctos L.) », Mammalia, vol. 13, no 3,‎ 1949 (ISSN 0025-1461 et 1864-1547, DOI 10.1515/mamm.1949.13.3.125, lire en ligne, consulté le 17 août 2025)
4. ↑  « Chapitre VIII. Inculte, collectif engagé ? », dans Inculte, Presses universitaires du Septentrion, 2023, 257–286 p. (ISBN 978-2-7574-3915-9, lire en ligne)
5. ↑  Jean Picard, « Robustesse de la solution des problemes de filtrage avec bruit blanc independant† », Stochastics, vol. 13, no 3,‎ septembre 1984, p. 229–245 (ISSN 0090-9491, DOI 10.1080/17442508408833320, lire en ligne, consulté le 17 août 2025)
6. ↑  « La figure de Jacques Ier dans la culture catalane », Catalonia, vol. 5,‎ 2010 (ISSN 1760-6659, DOI 10.4000/11srl, lire en ligne, consulté le 17 août 2025)
7. ↑  Stoïan Stoïanoff, « Tous unis vers Cithère », Le Portique, no 6,‎ 1er septembre 2000 (ISSN 1283-8594 et 1777-5280, DOI 10.4000/leportique.443, lire en ligne, consulté le 17 août 2025)
8. ↑  « Des élémens premiers du système d'écriture hiéroglyphique », dans Précis du système hiéroglyphique des anciens Égyptiens, Cambridge University Press, 2 février 2012, 251–366 p. (ISBN 978-1-108-04390-8, lire en ligne)